# Megalancistrus
Megalancistrus (Мегаланциструс) — рід риб триби Ancistrini з підродини Hypostominae родини Лорікарієві ряду сомоподібні. Має 2 види. Наукова назва походить від грецьких слів megas, тобто «великий», та agkistron — «гак».

## Опис
Загальна довжина представників цього роду коливається від 38,5 до 58,8 см. Зовні дещо схожі на сомів з роду Hypostomus. Голова помірно широка, трохи витягнута. Щоки вкриті невеличкими одонтодами (шкіряними зубчиками). Тулуб (включно з черевом) кремезний, вкрито великими кістковими пластинками. Спинний плавець доволі великий з 10 променями. Жировий плавець крихітний, розташований неподалік від хвостового плавця. Грудні плавці витягнуті, помірно широкі. Черевні плавці значно поступаються останнім. Хвостове стебло коротке й товсте. Хвостовий плавець великий, роздвоєний.
Голова, боки та черево мають темно-коричневий колір. Спина темніша. На голові, боках і плавцях присутні великі контрастні плями.

## Спосіб життя
Це демерсальні риби. Воліють до чистих й прісних водойм. Зустрічаються у великих річках зі швидкою течією. Живляться дрібними безхребетними, насамперед прісноводними губками.

## Розповсюдження
Мешкають у басейнах річок Сан-Франсиску, Парагвай, Уругвай і Парана.

## Види
- Megalancistrus barrae
- Megalancistrus parananus